# Havârna
Havârna is een Roemeense gemeente in het district Botoșani.
Havârna telt 4943 inwoners.